# Mechanikai-biológiai hulladékkezelés
A mechanikai-biológiai hulladékkezelés (rövidítve: MBH) az osztályozatlan települési hulladék és az egyéb eljárások (pl.: szelektív hulladékgyűjtés) után keletkező ún. maradék hulladék kezelésére szolgál, amely az osztályozási, dúsítási eljárásokat kombinálja az olyan biológiai eljárásokkal, mint a komposztálás, az anaerob erjesztés és a biológiai szárítás. Az eljárás célja a hulladék környezeti veszélyességének, térfogatának, tömegének csökkentése, és a stabilizálása. Európában a lerakás előtti stabilizálásra, illetve másod-tüzelőanyag előállítására alkalmazzák.

## Mechanikai kezelés
Az eljárás lehetővé teszi a hulladékáramból a még újrahasznosítható anyagok (pl.: fémek), illetve az energiatermelés szempontjából értékes, magas fűtőértékű anyagok kiválogatását.
Mechanikai kezelési eljárások:
- Aprítás
- Osztályozás
- Dúsítási eljárások

### Aprítás
Célja a nagy terjedelmű hulladékok méretének csökkentése, illetve a felületnövelés a későbbi eljárások (pl.: komposztálás) hatékonyságának növelése érdekében. Léteznek lassan és gyorsan aprító, mobil és telepített aprító berendezések.
Berendezések:
- Kalapácsos törő: Ez egy gyorsjáratú berendezés, amely fémek, elektrotechnikai hulladékok, háztartási hulladékok és gumihulladék aprítására egyaránt alkalmas. Azonban zajos, és nagy az energiafelhasználása.
- Forgótárcsás nyíró-aprítógép: Lassú járatú berendezés, amely háztartási hulladék, papír, fa, zöldhulladék és gumihulladék aprítására alkalmas. Energiafelhasználása kisebb, mint az előbbi gépé, de teljesítménye is.
- Vágómalom: Lassú járású gép műanyagok, fémek, kábelek és gumihulladék aprítására.

### Osztályozás
Ennek során méret szerint válogatják szét a hulladékot. Az ipari gyakorlatban ezt szitákkal vagy közegáram segítségével végzik. A szita lehet dobszita vagy síkszita.

### Dúsítási eljárások
A hulladékban lévő egyes komponensek egymástól való szétválasztása, eltérő fizikai tulajdonságaik alapján. Így az elválasztás alapját képezheti a sűrűségbeli, a mágneses és az elektromos tulajdonságbeli eltérés.
Típusai:
- Kézi válogatás: A válogatószalag melletti kézi válogatás hatékonysága csak nagyobb méretű (>50 mm) hulladékok esetén jelentkezik.
- Légáram: Sűrűségkülönbségen alapuló válogatási mód. A levegőt az anyagárammal ellenáramban vagy keresztáramban vezetik be, amely a könnyebb anyagokat magával ragadja, míg a nehezebb hulladékok a gravitációs hatásnak engedelmeskedve haladnak tovább.
- Légszér: Szintén a sűrűségbeli eltérést használja. Egy féligáteresztő asztalon ventilátor által átfúvott levegő segítségével a hulladékból fluid ágyat hoznak létre, amelyből a nehezebb szemek az asztalra ülepednek, és a szalag kihordja azokat. Míg a könnyebb frakció a lejtő irányában lefolyva távozik a berendezésből.
- Mágneses szeparálás: A vas leválasztására alkalmas eljárás. Lehet kihordás nélküli felfüggesztett berendezés, és kihordással rendelkező berendezés.
- Elektromos szétválasztás: Elsősorban a vezető (fémek) és nemvezető anyagok szétválasztására szolgál. Lehet örvényáramú szeparátor és szabadesésű lapszeparátor az alkalmazott berendezés.

## Biológiai kezelés
A biológiai kezelés esetén három eljárást különböztetnek meg: aerob kezelés, anaerob kezelés és biológiai szárítás.
Az aerob kezelésen a különböző komposztálási technikákat értjük, melynek eredményéül komposztszerű anyagot kapunk. Az anaerob kezelés során az oxigén hiánya miatt, rothadási folyamat eredményeként biogáz keletkezik. A biológiai szárítás folyamatában a hulladék egy gyors melegedési fázison esik át, amelyet az aerob mikroorganizmusok tevékenysége okoz. A mikroorganizmusok által generált hő a hulladék gyors száradását eredményezi. Ezt az eljárást gyakran alkalmazzák másod-tüzelőanyag (angolul: RDF = refuse-derived fuel) előállítására.

## Kimenő anyagáramok, termékek
Technológiától függően különböző kimenő anyagáramokkal kell számolni:
- Komposztszerű anyag: Aerob kezelés eredményeként keletkezik, amelyet minőségétől függően használhatnak szántóföldeken talajjavításra, hulladéklerakók takaróföldjeként vagy tájrekonstrukcióra.
- Biogáz: az anaeorob erjesztés végterméke, amelyet elektromos áram illetve hőtermelésre lehet használni.
- Másodlagos tüzelőanyag (RDF): ez az eljárás során különválogatott, magas fűtőértékű frakció, amelyet erőművekben égetve vagy együttégetve, és a cementgyárakban égetve hasznosítanak.
- Bio-stabilizált hulladék: A kezelés után visszamaradt szilárd anyag, amely végleges lerakásra alkalmas, környezetre nem veszélyes anyag.
- Újrahasznosítható anyagok: amelyeket a mechanikai kezelés során válogatnak ki, mint a fémek, az üveg és a kövek.

## Előnyei és gyengeségei
Az MBH előnyei között említhető a hulladékból kinyerhető számos hasznosítható anyag, amellyel közvetett módon a nyersanyagok felhasználását is csökkenti. Az eljárással a lerakókra kerülő hulladék mennyiségének és veszélyességének csökkentése is megvalósul, ezzel az egyes lerakók élettartama nő, így nem szükséges más területek ilyen célú igénybevétele. Meglévő, működő technológiák kombinációira épül. A végtermékek más folyamatokban hasznosíthatók (energiatermelés).
Emellett meg lehet említeni negatívumként, hogy a vegyesen gyűjtött hulladékból kiválogatott újrahasznosítható anyagok minősége alacsonyabb, mint a szelektív gyűjtésből kikerülő anyagoké. Valamint az eljárás önmagában nem elégséges hulladékkezelés, szükség van más kezelésekre is pl.: a maradék lerakóban való elhelyezésére.